# Kameyama
Cesarz Kameyama (jap. 亀山天皇 Kameyama tennō; ur. 9 lipca 1249 r., zm. 4 października 1305 r.) – 90. cesarz Japonii, według tradycyjnego porządku dziedziczenia.
Przed wstąpieniem na tron nosił imię książę Tsunehito (jap. 恒仁親王 Tsunehito-shinnō).
Go-Horikawa panował w latach 1259–1274.
Mauzoleum cesarza Kameyama znajduje się w Kioto. Nazywa się ono Kameyama no misasagi.